# Blossia occidentalis
Blossia occidentalis är en spindeldjursart som först beskrevs av Roewer 1933.  Blossia occidentalis ingår i släktet Blossia och familjen Daesiidae. Inga underarter finns listade.